# یان اولسون (بازیکن فوتبال، زاده ۱۹۴۲)
یان اولسون (سوئدی: Jan Olsson؛ زادهٔ ۳۰ مارس ۱۹۴۲) بازیکن فوتبال اهل سوئد بود.
از باشگاه‌هایی که در آن بازی کرده‌است می‌توان به باشگاه فوتبال هالمستاد اشاره کرد.
وی همچنین در تیم ملی فوتبال سوئد بازی کرده‌است.